# Рабдофилия
Рабдофилията (rhabdos: пръчка; philia: привличане) се отнася до хора, които се възбуждат от това да бъдат бичувани или налагани. Във фантазния сценарий боят с пръчки е съчетан с различни форми на унижение или страх. Болката и нараняването предизвикат желания еротичен ефект, когато е очакван, предвиден, има елемент на заплаха или е част от игра с желан партньор. Някои практикуват боят заради катарзисния ефект.